# 岩田圭一
岩田 圭一（いわた けいいち、1957年10月11日 - ）は日本の実業家。住友化学株式会社代表取締役会長。

## 経歴
大阪府出身。甲陽学院高等学校を経て、1982年3月に東京大学法学部卒業。同年4月住友化学工業（現住友化学）入社。
情報電子化学業務室部長、代表取締役 専務執行役員、代表取締役社長などを経て、2025年4月1日から代表取締役会長。

## 関連人物
- 十倉雅和
- 廣瀬博
- 米倉弘昌